# Franck Benoit Meyong Ondoa
Franck Benoit Meyong Ondoa est un judoka et pratiquant de sambo camerounais né le 13 juillet 1999 à Mfou. En sambo, il évolue dans la catégorie des moins de 64 kg et en judo, il est classé dans les moins de 66 kg,. Il a obtenu une médaille d'or lors des Championnats d'Afrique de sambo 2022.

## Carrière

### Sambo
Il débute son parcours dans le sambo en 2015. En 2022, il est sacré champion continental de sambo dans sa catégorie lors de la 16e édition des Championnats d'Afrique de sambo, événement tenu au Cameroun au Palais polyvalent des sports de Yaoundé. Lors des Championnats d'Afrique de sambo 2023, il obtient la médaille de bronze au  Complexe sportif Mohammed V de Casablanca, au Maroc. Il termine à nouveau à la troisième place du podium durant les Championnats d'Afrique de sambo 2024 au Caire en Égypte.

### Judo
En tant que judoka, il défend les couleurs de FAP (Forces Armées et Police) lors des tournois organisés par la Fédération Camerounaise de Judo (FECAJUDO). 

## Palmarès
| Année | Compétition                          | Lieu       | Épreuve               | Rang |
| ----- | ------------------------------------ | ---------- | --------------------- | ---- |
| 2022  | Championnats d'Afrique de sambo 2022 | Yaoundé    | Sambo -64 kg          | 1er  |
| 2023  | Championnats d'Afrique de sambo 2023 | Casablanca | Sambo -64 kg          | 3e   |
| 2024  | Championnats d'Afrique de sambo 2024 | Le Caire   | Sambo -64 kg          | 3e   |
| 2025  | Championnats d'Afrique de sambo 2025 | Conakry    | Sambo -64 kg          | 3e   |
| 2025  | Championnats d'Afrique de sambo 2025 | Conakry    | Sambo de plage -58 kg | 1er  |